# 揚赫利夫卡
49°58′53″N 24°46′15″E / 49.98139°N 24.77083°E
揚赫利夫卡（烏克蘭語：Янгелівка）是烏克蘭西部的村莊，隸屬利維夫州的佐洛奇夫區。該村面積0.32平方公里，海拔高度227米，2001年人口26，人口密度每平方公里80.75人。